# Quadraceps houri
Quadraceps houri är en insektsart som beskrevs av Hopkins 1949. Quadraceps houri ingår i släktet Quadraceps och familjen fjäderlöss. Arten är reproducerande i Sverige. Inga underarter finns listade i Catalogue of Life.